# Каштан (клас річкових суден)
Каштан (проєкт Д-055) — двопалубний пасажирський теплохід для місцевих ліній («річковий трамвай»), спроєктований конструкторським бюро заводу «Ленінська кузня» і будувався на його виробничих потужностях.

## Інформація
«Каштани» будувалися, починаючи з 1970-х років.
Більшість випущених «Каштанів» експлуатується в Києві .
Основні характеристики:
- довжина — 34 метри;
- ширина — 5,5 метрів;
- пасажиромісткість — 210 осіб (при перевозкі на переправах - 320 осіб);
- двигуни ЗД6, дві штуки по 150 л. с.;
- дизель генератор - 16 кВт;
- брашпіль БР-2 (гідравлічний, або ручний);
- якоря матросова 75 кг - 2 шт.;

## Зображення

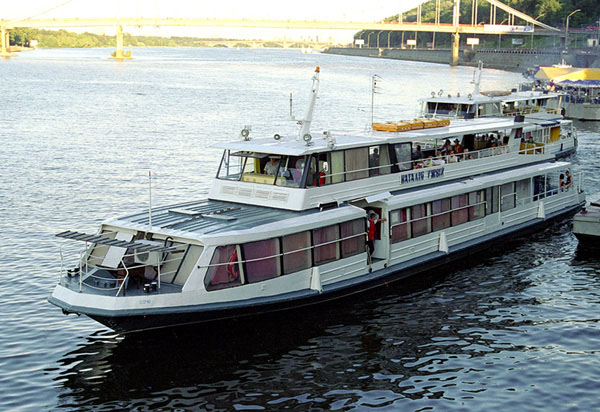
Теплохід «Наталія Ужвій» на Дніпрі в Києві.

На даний момент в Києві використовують: «Каштан-17», «Микола Дудка», «Наталія Ужвій», «Каштан 2», «Омар Хайям», «Каштан-5», «Резон», «Яків Задорожний», «В . М. Радіонов», «Роман Шухевич». На відстої в Київській Гавані зберігається «Тимофій Подій».